# Communauté de communes du Madiranais
La communauté de communes du Madiranais  est une ancienne communauté de communes française, située dans le département des Hautes-Pyrénées et la région Midi-Pyrénées.

## Historique
Créée le 18 décembre 2008 et remplacée le 1er janvier 2014 par la communauté de communes du Val d'Adour et du Madiranais issue de la fusion avec les communautés de communes du Val d'Adour et des Castels.

## Composition
Elle est composée des communes suivantes :
| Nom                             | Code Insee | Gentilé        | Superficie (km2) | Population (dernière pop. légale) | Densité (hab./km2) |
| ------------------------------- | ---------- | -------------- | ---------------- | --------------------------------- | ------------------ |
| Castelnau-Rivière-Basse (siège) | 65130      | Castelnauviens | 18,50            | 654 (2014)                        | 35                 |
| Hères                           | 65219      | Hérois         | 5,89             | 137 (2014)                        | 23                 |
| Madiran                         | 65296      | Madiranais     | 15,02            | 430 (2014)                        | 29                 |
| Saint-Lanne                     | 65387      | Saint-Lannais  | 13,10            | 130 (2014)                        | 9,9                |
| Soublecause                     | 65432      | Soréacais      | 6,18             | 187 (2014)                        | 30                 |

## Sources
- Le SPLAF (Site sur la Population et les Limites Administratives de la France)
- La base ASPIC